# Seán Cannon

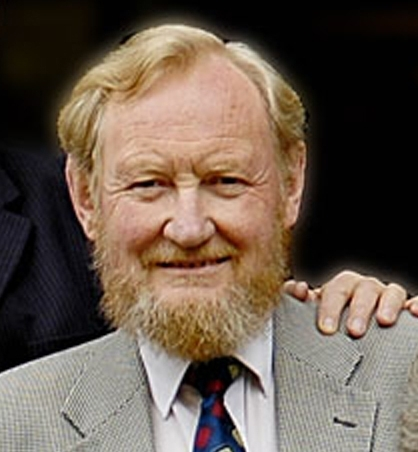
Seán Cannon

Seán Cannon (Galway, Ierland, 29 november 1940) is een Ierse muzikant. Sinds 1982 is hij lead-zanger en gitarist bij The Dubliners.
Hij reisde op een vroege leeftijd door Europa en wandelde in Engeland, Duitsland, Zwitserland en Spanje. Tijdens deze reizen leerde Cannon meerdere talen te spreken. Hij verhuisde naar Engeland, werd een bekende solo-artiest en speelde in bijna elke folkclub in Groot-Brittannië (met inbegrip van de Star Club in Digbeth Birmingham).
Cannon trouwde met Pamela Blick en heeft twee zoons: James en Robert Cannon, later kwam het tot een scheiding. Zijn vader, Jim Cannon, werd geboren in Donegal, maar verhuisde naar Galway City en trouwde met Kathleen Byrne, die uit Aughrim, Co Galway kwam.
In 1969 was Cannon toegetreden tot een folkgroep in Engeland genaamd The Gaels. De Gaels bestond uit drie Ieren en een Schot. Ze maakten een album. Hij produceerde ook een aantal solo-albums, waarvan er twee werden uitgebracht in de jaren 1970.
Cannon wist van het bestaan van The Dubliners en net als Eamonn Campbell voegde hij zich bij hen op het podium bij tal van gelegenheden. Toen Luke Kelly ziek werd, kwam Cannon bij de groep en in 1982 werd hij een fulltime Dubliner. Cannon doet nog steeds solo-werk tussen de toeren. Hij speelt dan optredens met zijn zoon, James Cannon. Ze noemen zichzelf The Cannons. Seán Cannon woont in Coventry, in Engeland.
Seán Cannon is vereeuwigd in het Christy Moore lied Lisdoonvarna. Het couplet Seán Cannon Doing Back Stage Cooking is een directe verwijzing naar de reis van Seán naar alle muziek festivals eind jaren 1970 met een omgebouwde caravan en hij verkocht daar dan curry.

## Discografie
Buiten de Dubliners
- The Gaels 1969 - Midland Sound MID 1350 LP
- Woes of War 1975 - Mount MRS 10 MC
- The Roving Journeyman 1977 - Cottage COT 411 LP
- Erin the Green 1979 - Oghah BLB 5004 LP
- Crazy Moon 1995 - Blue Groove BG-7020
- Magic Power 1997- CD The Wild Irish Lasses

- MusicBrainz: 3b2ff0a2-f464-43c9-a8f2-28d4c3415f34